# The Boiler
The Boiler är en singel med "Rhoda With The Special A.K.A." utgiven av skivbolaget 2 Tone Records januari 1982.

## Bakgrund
"The Boiler" var den första sången skriven av The Bodysnatchers, men den blev aldrig inspelad då skivbolaget Chrysalis Records (som styrde 2 Tone Records) valde att satsa på en cover-låt, "Let's Do Rock Steady". Sedan upplöstes The Bodysnatchers. Några av medlemmarna fortsatte som The Belle Stars, medan Rhoda Dakar fortsatte att arbeta med Nicky Summers, basisten i Bodysnatchers. 
Rhoda Dakar turnerade 1981 med The Specials. Grundaren av The Specials, Jerry Dammers, producerade Bodysnatchers sista singel, "Easy Life", och lade till "The Boiler" i The Specials liverepertoar. Senare spelades "The Boiler" in med Jerry Dammers som producent.

## Låtlista
Sida A
1. "The Boiler" (Miranda Joyce, Penny Leyton, Jane Summers, Nicky Summers, Rhoda Dakar, Stella Barker, Sarah Jane Owens) – 5:42

Sida B
1. "Theme From The Boiler" (Dic Cuthell, Jerry Dammers, John Bradbury, John Shipley, Nich Summers, Rhoda Dakar) – 4:12

## Medverkande
- Rhoda Dakar – sång
- Nicky Summers – basgitarr
- John Shipley – gitarr
- John Bradbury – trummor
- Dick Cuthell – kornett
- Jerry Dammers – orgel